# Anita Sarkeesian
Anita Sarkeesian (née en 1983) est une vidéoblogueuse féministe américano-canadienne.

## Biographie

### Formation
Anita Sarkeesian naît près de Toronto dans une famille d'origine arménienne. Elle obtient un baccalauréat universitaire (licence) en communication de l'université d'État de Californie à Northridge, ainsi qu'une maîtrise en sociologie et politique de l'université York. Son mémoire s'intitule I'll Make a Man Out of You: Strong Women in Science Fiction and Fantasy Television,,.

### Feminist Frequency
Fin mai 2009, Anita Sarkeesian créé le compte FeministFrequency sur YouTube et met en ligne sa première vidéo. Fin juin 2009, elle lance le site feministfrequency.com, dont le but est de « déconstruire la représentation des femmes dans les médias »,.
Son blog est spécialisé en sociologie des médias en traitant notamment de la représentation des femmes dans la culture populaire. Ses vidéos analysent l'usage de dispositifs narratifs et de clichés pour décrire les femmes dans la culture populaire.
En 2011, Sarkeesian réalise une série de six vidéos intitulée Tropes vs. Women pour le magazine féministe Bitch. Elle y critique la représentation des femmes au cinéma et dans les séries télévisées.
En 2017, à l'occasion de la sortie du jeu The Legend of Zelda: Breath of the Wild, Anita Sarkeesian déclare sur Feminist Frequency  que si le gameplay du jeu est bon, « il n'excuse absolument pas son usage de vieux schémas sexistes », et s'en prend aux critiques qui ont décerné des notes record au jeu, arguant que « cela montre qu'ils n'ont aucun égard pour la manière dont les femmes sont représentées dans les jeux vidéo ». Or, des critiques considèrent que le scénario de ce jeu met en scène la princesse Zelda en tant qu'héroïne combattante et indépendante, bien loin d'un schéma de demoiselle en détresse, et suggèrent que Sarkeesian n'avait pas réellement joué au jeu ni lu un synopsis,,. Kevin Binversie pense que la franchise Zelda a su progressivement s'abstraire du schéma de la « demoiselle en détresse » par une héroïsation progressive du personnage-titre.

### Tropes vs. Women in Video Games
En 2012, la société de développement de jeux vidéo Bungie Studios invite Sarkeesian à s'exprimer sur la création de personnages féminins forts et indépendants, ce qui la motive à étudier le sujet plus en détail. Elle lance un appel aux dons sur le site Kickstarter afin de réaliser une nouvelle série sur la représentation des femmes dans les jeux vidéo, baptisée Tropes vs. Women in Video Games. La campagne dépasse son objectif, fixé à 6 000 dollars, et permet de récolter près de 158 922 dollars,. À la suite de son appel, elle est harcelée moralement (menace de mort, de viol, insultes sexistes, détournement de photos en images pornographiques),.
Un internaute crée un jeu consistant à la battre jusqu'à la défigurer. Il se justifie en avançant qu'il voulait attirer son attention, tout en l'accusant de refuser toute critique de son travail. Sarkeesian reçoit également des témoignages de soutien,.
Sarkeesian est invitée à s'exprimer durant la conférence TEDxWomen 2012 et la Game Developers Conference 2013.
En août 2014, Sarkeesian annonce avoir contacté les autorités pour des menaces de mort et de viol portées contre elle et sa famille. Elle est souvent citée parmi les principales cibles du mouvement antiféministe avec Brianna Wu et Zoë Quinn,,,,.

## Prix, mentions et nominations
En 2012, le magazine Gamasutra considère le succès de Feminist Frequency comme faisant partie des grandes tendances qui redéfinissent l'industrie du jeu vidéo.
En 2013, la National Academy of Video Game Trade Reviewers présente un prix honorifique à Sarkeesian pour son travail de recherche exhaustif sur l’utilisation des stéréotypes féminins dans les jeux vidéo et la création d'une série de vidéos sur le stéréotype de la demoiselle en détresse.
En 2014, Sarkeesian devient la première femme à être récipiendaire du prix Ambassador Award aux Game Developers Choice Awards. La même année, elle est également nommée pour le prix Ambassador Award au Microsoft's Women in Gaming Awards.
À la suite des menaces qu'elle a subies lors de la controverse du Gamergate, le magazine Rolling Stone la nomme en 2014 « plus précieuse critique de la culture populaire. »
Son travail d'analyse sur la représentation des genres en culture populaire et le harcèlement de nature sexiste auquel elle fait ensuite face lui valent plusieurs mentions dans de prestigieux magazines tels que The Verge, Time et Cosmopolitan,,.
En 2015, elle figure sur la liste des 100 personnes les plus influentes dans le monde du Time 100.